# Alpineskiën op de Olympische Winterspelen 1960
Alpineskiën is een van de sporten die beoefend werden tijdens de Olympische Winterspelen 1960 in Squaw Valley. De evenementen binnen deze discipline vonden plaats in het Squaw Valley Ski Resort. Deze wedstrijden golden tevens als wereldkampioenschap.

## Heren

### Afdaling
| rang   | sporter(s)       | land | tijd   |
| ------ | ---------------- | ---- | ------ |
| Goud   | Jean Vuarnet     | FRA  | 2:06.0 |
| Zilver | Hans-Peter Lanig | EUA  | 2:06.5 |
| Brons  | Guy Périllat     | FRA  | 2:06.9 |
| 4      | Willi Forrer     | SUI  | 2:07.8 |
| 5      | Roger Staub      | SUI  | 2:08.9 |
| 6      | Bruno Alberti    | ITA  | 2:09.1 |
| 7      | Karl Schranz     | AUT  | 2:09.2 |
| 8      | Charles Bozon    | FRA  | 2:09.6 |

### Reuzenslalom
| rang   | sporter(s)       | land | tijd   |
| ------ | ---------------- | ---- | ------ |
| Goud   | Roger Staub      | SUI  | 1:48.3 |
| Zilver | Josef Stiegler   | AUT  | 1:48.7 |
| Brons  | Ernst Hinterseer | AUT  | 1:49.1 |
| 4      | Thomas Corcoran  | USA  | 1:49.7 |
| 5      | Bruno Alberti    | ITA  | 1:50.1 |
| 6      | Guy Périllat     | FRA  | 1:50.7 |
| 7      | Karl Schranz     | AUT  | 1:50.8 |
| 8      | Paride Milianti  | ITA  | 1:50.9 |

### Slalom
| rang   | sporter(s)       | land | tijd   |
| ------ | ---------------- | ---- | ------ |
| Goud   | Ernst Hinterseer | AUT  | 2:08.9 |
| Zilver | Matthias Leitner | AUT  | 2:10.3 |
| Brons  | Charles Bozon    | FRA  | 2:10.4 |
| 4      | Ludwig Leitner   | EUA  | 2:10.5 |
| 5      | Josef Stiegler   | AUT  | 2:11.1 |
| 6      | Guy Périllat     | FRA  | 2:11.8 |
| 7      | Hans-Peter Lanig | EUA  | 2:14.3 |
| 8      | Paride Milianti  | ITA  | 2:14.4 |

## Dames

### Afdaling
| rang   | sporter(s)      | land | tijd   |
| ------ | --------------- | ---- | ------ |
| Goud   | Heidi Biebl     | EUA  | 1:37.6 |
| Zilver | Penelope Pitou  | USA  | 1:38.6 |
| Brons  | Traudl Hecher   | AUT  | 1:38.9 |
| 4      | Pia Riva        | ITA  | 1:39.9 |
| 5      | Jerta Schir     | ITA  | 1:40.5 |
| 6      | Anneliese Meggl | EUA  | 1:40.8 |
| 7      | Sonja Sperl     | EUA  | 1:41.0 |
| 8      | Erika Netzer    | AUT  | 1:41.1 |

### Reuzenslalom
| rang   | sporter(s)              | land | tijd   |
| ------ | ----------------------- | ---- | ------ |
| Goud   | Yvonne Rüegg            | SUI  | 1:39.9 |
| Zilver | Penelope Pitou          | USA  | 1:40.0 |
| Brons  | Giuliana Chenal Minuzzo | ITA  | 1:40.2 |
| 4      | Betsy Snite             | USA  | 1:40.4 |
| 5      | Carla Marchelli         | ITA  | 1:40.7 |
| 5      | Anneliese Meggl         | EUA  | 1:40.7 |
| 7      | Thérèse Leduc           | FRA  | 1:40.8 |
| 8      | Anne-Marie Leduc        | FRA  | 1:41.5 |

### Slalom
| rang   | sporter(s)          | land | tijd   |
| ------ | ------------------- | ---- | ------ |
| Goud   | Anne Heggtveit      | CAN  | 1:49.6 |
| Zilver | Betsy Snite         | USA  | 1:52.9 |
| Brons  | Barbi Henneberger   | EUA  | 1:56.6 |
| 4      | Thérèse Leduc       | FRA  | 1:57.4 |
| 5      | Hilde Hofherr       | AUT  | 1:58.0 |
| 5      | Liselotte Michel    | SUI  | 1:58.0 |
| 7      | Stalina Korzoekhina | URS  | 1:58.4 |
| 8      | Sonja Sperl         | EUA  | 1:58.8 |

## Medaillespiegel
| rang | land               | goud | zilver | brons | totaal |
| ---- | ------------------ | ---- | ------ | ----- | ------ |
| 1    | Zwitserland        | 2    | 0      | 0     | 2      |
| 2    | Oostenrijk         | 1    | 2      | 2     | 5      |
| 3    | Duits eenheidsteam | 1    | 1      | 1     | 3      |
| 4    | Frankrijk          | 1    | 0      | 2     | 3      |
| 5    | Canada             | 1    | 0      | 0     | 1      |
| 6    | Verenigde Staten   | 0    | 3      | 0     | 3      |
| 7    | Italië             | 0    | 0      | 1     | 1      |
|      |                    | 6    | 6      | 6     | 18     |